# Power and the Passion
Power and the Passion è il quarto album in studio del gruppo musicale tedesco Eloy, pubblicato nel 1975.

## Tracce
1. Introduction – 1:11
2. Journey Into 1358 – 2:54
3. Love Over Six Century – 10:39
4. Munity – 9:09
5. Madhouse – 5:16
6. Imprisonment – 3:13
7. Daylight – 2:38
8. The Zany Magician – 2:48
9. Back Into the Present – 3:02
10. The Bells of Notre Dame – 6:21

## Formazione
- Frank Bornemann – voce, chitarra, percussioni
- Detlef Schwaar - chitarra
- Fritz Randow – batteria
- Lujet Jansen – basso
- Manfred Wieczorke – organo